# Kovilj
Kovilj (izvirno srbsko Ковиљ; madžarsko Kabol) je mesto v Srbiji, ki upravno spada pod Občino Novi Sad; slednja pa je del Južnobačkega upravnega okraja.

## Demografija
V naselju živi 4376 polnoletnih prebivalcev, pri čemer je njihova povprečna starost 38,8 let (37,5 pri moških in 40,1 pri ženskah). Naselje ima 1750 gospodinjstev, pri čemer je povprečno število članov na gospodinjstvo 3,19.
To naselje je, glede na rezultate popisa iz leta 2002, večinoma srbsko.
|  |

| Demografija | Demografija     | Demografija     |
| Leto        | Št. prebivalcev | Št. prebivalcev |
| ----------- | --------------- | --------------- |
|             |                 |                 |
|             |                 |                 |
|             |                 |                 |
|             |                 |                 |
| 1948        | 5368            |                 |
| 1953        | 5436            |                 |
| 1961        | 5448            |                 |
| 1971        | 5290            |                 |
| 1981        | 5279            |                 |
| 1991        | 5242            | 5224            |
| 2002        | 5643            | 5599            |
|             |                 |                 |

| Etnična sestava po popisu iz leta 2002 | Etnična sestava po popisu iz leta 2002 | Etnična sestava po popisu iz leta 2002 | Etnična sestava po popisu iz leta 2002 | Etnična sestava po popisu iz leta 2002 |
| -------------------------------------- | -------------------------------------- | -------------------------------------- | -------------------------------------- | -------------------------------------- |
| Srbi                                   | Srbi                                   |                                        | 5.056                                  | 90,30%                                 |
| Madžari                                | Madžari                                |                                        | 140                                    | 2,50%                                  |
| Jugoslovani                            | Jugoslovani                            |                                        | 97                                     | 1,73%                                  |
| Hrvati                                 | Hrvati                                 |                                        | 71                                     | 1,26%                                  |
| Romi                                   | Romi                                   |                                        | 51                                     | 0,91%                                  |
| Muslimani                              | Muslimani                              |                                        | 28                                     | 0,50%                                  |
| Slovaki                                | Slovaki                                |                                        | 10                                     | 0,17%                                  |
| Črnogorci                              | Črnogorci                              |                                        | 6                                      | 0,10%                                  |
| Ukrajinci                              | Ukrajinci                              |                                        | 6                                      | 0,10%                                  |
| Rusini                                 | Rusini                                 |                                        | 6                                      | 0,10%                                  |
| Čehi                                   | Čehi                                   |                                        | 5                                      | 0,08%                                  |
| Albanci                                | Albanci                                |                                        | 5                                      | 0,08%                                  |
| Nemci                                  | Nemci                                  |                                        | 4                                      | 0,07%                                  |
| Makedonci                              | Makedonci                              |                                        | 2                                      | 0,03%                                  |
| Bolgari                                | Bolgari                                |                                        | 2                                      | 0,03%                                  |
| Slovenci                               | Slovenci                               |                                        | 1                                      | 0,01%                                  |
| Rusi                                   | Rusi                                   |                                        | 1                                      | 0,01%                                  |
| Romuni                                 | Romuni                                 |                                        | 1                                      | 0,01%                                  |
| Bunjevci                               | Bunjevci                               |                                        | 1                                      | 0,01%                                  |
| Neznano                                | Neznano                                |                                        | 34                                     | 0,60%                                  |